# Tratado de Asebu
El Tratado de Asebu fue concluido en 1612 entre las Provincias Unidas de los Países Bajos y los caciques de Asebu en la Costa de Oro de África. El tratado fue el primero de varios firmados entre los neerlandeses y los pueblos de la Costa de Oro, e inició un periodo de presencia neerlandesa en la Costa de Oro que duró 260 años.

## Historia
Aunque no existe ninguna copia del tratado que haya sido preservada hasta la fecha, muy probablemente permitió el establecimiento del Fuerte Nassau cerca de Mouri. La historia relata que el rey de Asebu envió dos representantes llamados Carvalho y Marinho a los Países Bajos para confirmar el tratado. El hecho de que ambos hombres tenían nombres portugueses hace creer que eran mulatos cristianos afro-portugueses. No obstante, la evidencia de una embajada de esta nación africana en los Países Bajos es solo circunstancial. No existen pruebas definitivas de que estos hombres hayan visitado Europa.
La firma de este tratado debe verse en el contexto de la finalización de la tregua de los doce años (1609-1621) entre los Habsburgo y las Provincias Unidas de los Países Bajos. Según las condiciones del tratado, los neerlandeses estaban prohibidos de llevar a cabo actividades comerciales en áreas ocupados ya sea por España o Portugal. Los portugueses habían tomado posesión de toda la Costa de Oro; al firmar este tratado, los Países Bajos, quienes habían estado comerciando en la Costa de Oro desde los años 1590, reclamaron también un sector de la costa.